# Synchelidium maculatum
Synchelidium maculatum är en kräftdjursart som beskrevs av Stebbing 1906. Synchelidium maculatum ingår i släktet Synchelidium och familjen Oedicerotidae. Inga underarter finns listade i Catalogue of Life.